# Hilde Bussmann
Hildegard "Hilde" Bussmann, född 24 november 1914 i Düsseldorf, död 10 januari 1988 är en före detta tysk bordtennisspelare och världsmästare i dubbel och lag. 
Hon spelade sitt första VM 1934 och 1951, 17 år senare sitt 6:e och sista. 
Under sin karriär tog hon nio medaljer i bordtennis-VM, två guld, två silver och fem brons. 

## Meriter
- Bordtennis VM
  - 1934 i Paris
    - 3:a plats dubbel med Magda Gál

  - 1935 i London
    - 3:a plats dubbel med L. Booker
    - 3:e plats med det tyska laget

  - 1936 i Prag
    - 2:a plats med det tyska laget

  - 1937 i Baden (Niederösterreich)
    - 3:e plats singel
    - 2:a plats med det tyska laget

  - 1939 i Kairo
    - 1:a plats dubbel (med Gertrude Pritzi)
    - 3:a plats mixed dubbel (med Mansour Helmy)
    - 1:a plats med det tyska laget

  - 1951 i Wien
    - kvartsfinal dubbel
    - 9:e plats med det tyska laget

- Tyska Mästerskapen 
  - 1934 i Braunschweig - 2:a plats Singel
  - 1935 i Stettin - 3:e plats Singel
  - 1936 i Gelsenkirchen - 1:a plats Singel
  - 1937 i Berlin - 1:a plats Singel
  - 1939 i Frankfurt/Main - 2:a plats Singel
  - 1940 i Dresden - 2:a plats Singel, 2:a plats dubbel (med Anita Felguth), 3:e plats Mixed dubbel (med Heinz Benthien)
  - 1947 in Heppenheim - 1:a plats Singel, 1:a plats dubbel (med Karin Lindberg), 2:a plats Mixed dubbel (med H.Vossen)
  - 1948 i Göttingen - 1:a plats Singel, 3:e plats Mixed dubbel (med H.Vossen)
  - 1949 i Lübeck - 1:a plats Singel, 3:e plats dubbel (med Karin Lindberg)
  - 1950 in Rheydt - 1:a plats Singel, 2:a plats dubbel (med Berti Capellmann), 2:a plats Mixed dubbel (med Helmuth Hoffmann)
  - 1951 i Berlin/West - 1:a plats Singel, 1:a plats dubbel (med Berti Capellmann), 2:a plats Mixed dubbel (med Helmuth Hoffmann)
  - 1954 i Berlin-Ost - 3:e plats dubbel (med Ilse Donath)

- Internationella Tyska Mästerskapen 
  - 1936 i Zoppot - 2:a plats Singel, 1:a plats dubbel (med Astrid Krebsbach), 1:a plats Mixed dubbel (med Stanislav Kolár)
  - 1937 i Berlin - 3:e plats Singel, 1:a plats dubbel (med Astrid Hobohm)
  - 1938 i Krefeld - 3:e plats Singel, 2:a plats dubbel (med Karin Lindberg)
  - 1939 i Brandenburg - 2:a plats Singel, 1:a plats dubbel (med Gertrude Pritzi)

- Internationella Mästerskap 
  - 1938 Tjeckoslovakien - 1:a plats dubbel (med Marie Kettnerová)

- Tyska Lagmästerskapen 
  - 1952 - 1:a plats med Eintracht Frankfurt
  - 1953 - 1:a plats med Eintracht Frankfurt
  - 1954 - 2:a plats med Eintracht Frankfurt
  - 1955 - 2:a plats med Eintracht Frankfurt
  - 1956 - 1:a plats med Eintracht Frankfurt